# Ateker Ejalu
John Ateker Ejalu (15 de junho de 1939 - 20 de dezembro de 2008) foi um jornalista e estadista ugandense. Ele serviu como Ministro de Informação e Orientação Nacional de Uganda de abril até junho de 1979, termo após o qual serviu como Ministro de Cooperação Regional até novembro.

## Biografia
Ateker Ejalu nasceu em 15 de junho de 1939, filho de um pai Kumam e de uma mãe de Iteso. Ele foi baptizado na Igreja Católica e recebeu o nome de Johnson, mas mais tarde foi baptizado na Igreja Anglicana como João. De 1961 até 1967 ele serviu como secretário da Associação de Estudantes de Uganda no Reino Unido e editou o seu jornal, UGASSO. Enquanto esteve no Reino Unido, fundou a filial local do Congresso do Povo de Uganda (UPC) e serviu como editor de uma das suas revistas, The Vanguard. Em 1965 ele foi eleito presidente do Conselho das Organizações Africanas no Reino Unido e na Irlanda. No ano seguinte, ele foi nomeado vice-secretário geral dos estudantes ugandenses na Europa.
Ejalu serviu como pesquisador para o presidente Milton Obote por quase um ano antes de ser nomeado editor do Jornal do 'Povo. Em junho de 1970, Ejalu tornou-se editor do Uganda Argus, tornando-se assim no primeiro administrador ugandense. Ele serviu até que Idi Amin depôs Obote em 1971 e assumiu o poder. Em 17 de abril, ele se tornou o primeiro prisioneiro político civil de Amin, quando foi preso e encarcerado na prisão de Makindye. Em março de 1972, agentes de Amin o levaram de sua casa e o espancaram para desencorajá-lo de apoiar Obote. Mais tarde, ele se tornou um partidário anti-amin, juntando-se ao Save Uganda Movement (SUM) e se mudando para Arusha, na Tanzânia. Em 1977, o governo da Tanzânia concordou em armar e treinar alguns guerrilheiros da SOM, e um programa foi organizado por Ejalu e autoridades da Tanzânia.
Em 11 de abril de 1979, o Presidente Yusuf Lule nomeou Ejalu Ministro da Informação e Orientação Nacional. Lule foi substituído por Godfrey Binaisa, que nomeou Ejalu Ministro da Cooperação Regional em 25 de junho. Em 20 de novembro, Binasia o tirou do posto e fez dele embaixador no Japão. Ele posteriormente se recusou a ir para o exterior para assumir a posição. Após o regresso de Obote ao poder em 1980, ele foi nomeado diretor administrativo da Uganda Railways Corporation. Mais tarde, ele renunciou em 1985, antes de Obote ser deposto novamente.
Após Yoweri Museveni assumir o poder, Ejalu foi nomeado Ministro de Estado. Após um período de guerra civil e insurgência, um acordo de paz foi alcançado em 1988 entre o governo do Movimento Nacional de Resistência (NRM) e o rebelde Movimento Democrático do Povo de Uganda (UPDM). Como Ministro de Estado, Ejalu foi responsável pela pacificação das áreas de conflito e encarregado de concluir as negociações com a UPDM. Em agosto de 1989, ele foi a Londres para se reunir com os líderes da organização. Seus esforços resultaram na assinatura do Acordo de Adis Abeba em 13 de julho de 1990. Ele então concentrou-se em alcançar a reconciliação com outros dissidentes políticos e conseguiu convencer vários deles a retornar a Uganda. Naquele ano ele também nomeou os membros da Comissão Presidencial para Teso, que negociou com sucesso uma redução da Insurgência Teso.
Em 2008, Ejalu ficou doente com meningite. Em 14 de novembro, ele foi levado para o Hospital Internacional de Kampala. Quatro dias depois, Ejalu foi enviado para o Hospital de Nairobi, onde viria a falecer no dia 20 de dezembro de 2008. Sob a direção do Presidente Museveni, Ejalu recebeu um funeral de estado antes de ser enterrado em Otatai, Sub-Condado de Asuret, distrito de Soroti, em 23 de dezembro de 2008.